# Большое Муравьёво
Большо́е Муравьёво — деревня в Благовещенском сельском поселении Большесельского района Ярославской области.

## История
На плане Генерального межевания Борисоглебского уезда 1792 года обозначены деревни Большое и Малое Муравьево, но названия проставлены противоположно современным. В 1825 году Борисоглебский уезд был объединён с Романовским уездом. По сведениям 1859 года деревня относилась к Романово-Борисоглебскому уезду.

## География
Деревня расположена в северо-восточной части района, в 4 км на северо-запад от административного центра поселения посёлка Варегово. Деревня Малое Муравьево практически примыкает к Большому с юго-востока. Деревня расположена между двумя участками торфоразработок Вареговского торфопредприятия. Один из них находится к северо-западу от деревни. На краю этого участка в 1 км от Большого Муравьево находится относительно крупный посёлок, который раньше назывался Посёлок № 4 Вареговского торфопредприятия и которому недавно дано имя Муравьёво. Этот район огибается рекой Черёмухой в её верхнем течении. Черёмуха, спрямлённая мелиоративными каналами, протекает на расстоянии около 500 м к северо-востоку от Муравьева. По противоположному берегу реки проходит автомобильная дорога, связывающая Варегово с железнодорожной станцией Лом. Другой, более крупный район торфоразработок расположен к югу от деревни на расстоянии 2—3 км.

## Население
По данным статистического сборника «Сельские населенные пункты Ярославской области на 1 января 2007 года», в деревне Большое Муравьёво проживает 19 человек. По топокарте 1975 года в деревне проживало 10 человек.